# Dorfkirche Frohnsdorf

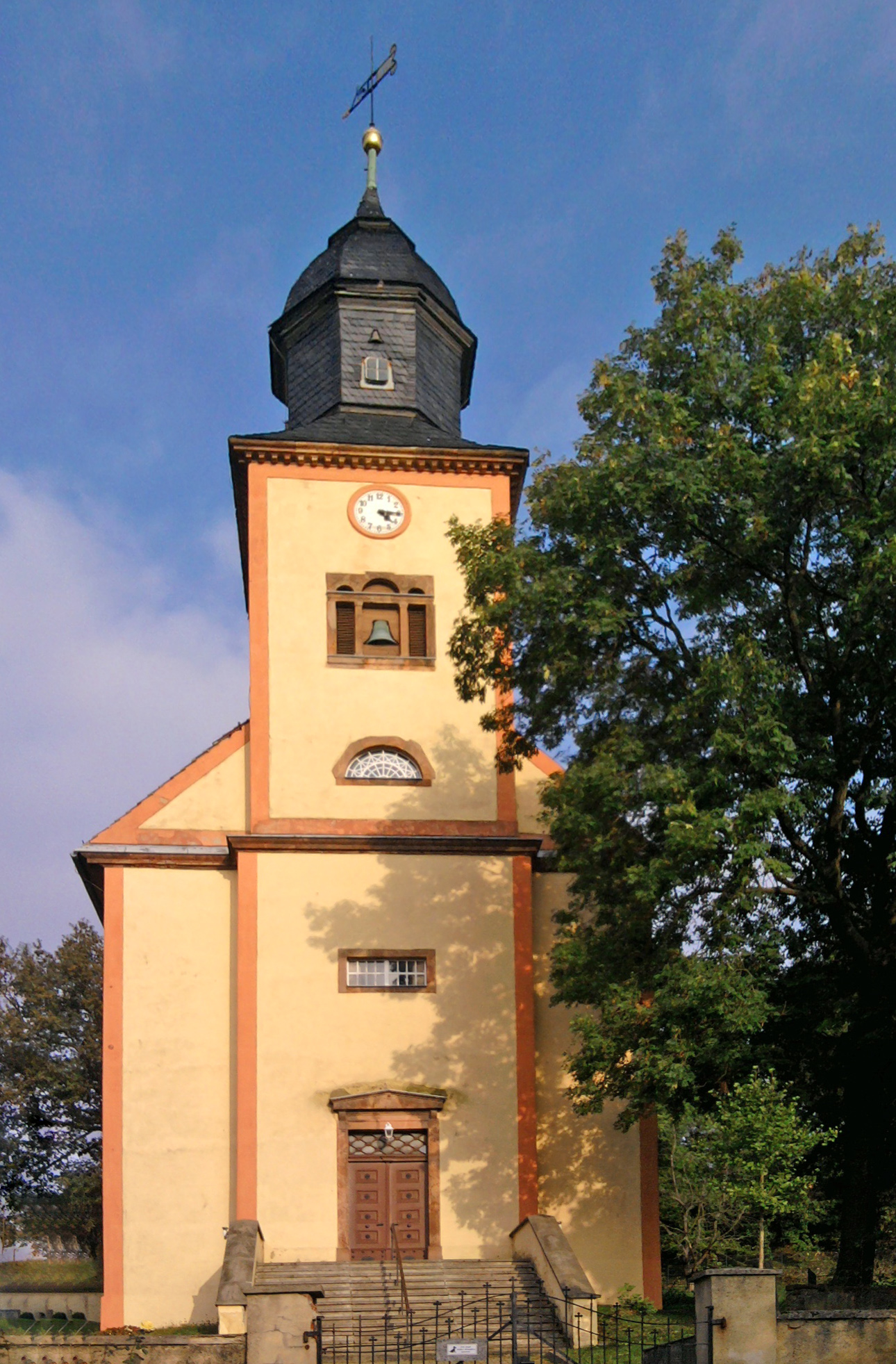
Kirche Frohnsdorf

Die evangelische Dorfkirche Frohnsdorf steht in Frohnsdorf, einem Ortsteil von Nobitz im Landkreis Altenburger Land in Thüringen.

## Geschichte
Die Kirche wurde 1837–1839 im klassizistischen Stil durch den Architekten Späthe aus Langenleuba-Niederhain errichtet.
Der Taufstein ist aus Marmor.
Die Orgel wurde 1939 von der Firma Böhme aus Zeitz eingebaut. Das Kruzifix schuf der Schnitzer Gleitsmann aus Langenleuba-Niederhain.
Die Glocken wurden im Ersten Weltkrieg eingeschmolzen, 1925 ersetzt und wiederum im Zweiten Weltkrieg eingeschmolzen und 1950 ersetzt.
Der Kirchturm wurde 1993–1994 renoviert. Die Instandsetzung der Orgel erfolgte 2000–2002.